# Stephen Full
Stephen Full (Chicago, 13 novembre 1969) è un attore e comico statunitense, noto per il ruolo del batterista Ash Tyler nella sitcom I'm in the Band.

## Biografia
Stephen Full è stato guest star nello show di successo di Nickelodeon iCarly e di Disney Channel Hannah Montana. Insieme agli altri membri del cast di I'm in the Band è apparso in un episodio cross-over di Zack e Cody sul ponte di comando, Weasels sul ponte.
È apparso anche in CSI: NY, stagione 3 episodio 7, Murder canta il Blues.
Apprezzato doppiatore, è conosciuto in questa veste quale voce di Stan, il cane protagonista della serie su Disney Channel Dog with a blog. Dal 2014 inoltre dà la voce al personaggio di Mick nella sitcom I cani spaccano! I gatti rompono sempre di Disney Channel.

## Vita privata
Stephen ha sposato l'attrice Annie Wersching nel settembre 2009: nel 2023 è rimasto vedovo. Dal matrimonio sono nati tre maschi: Freddie (nel 2010), Ozzie (nel 2013) e Archie (nel dicembre 2018).

## Filmografia parziale

### Televisione
- I'm in the Band – serie TV, 36 episodi (2009-2011)
- Rizzoli & Isles – serie TV, episodio 7x04 (2016)
- NCIS - Unità anticrimine (NCIS) – serie TV, episodio 16x14 (2019)
- Non sono ancora morta (Not Dead Yet) – serie TV, episodio 2x06 (2024)

## Doppiatori italiani
Nelle versioni in italiano delle opere in cui ha recitato, Stephen Full è stato doppiato da:
- Maurizio Reti in CSI - Scena del crimine
- Luigi Ferraro in CSI: NY
- Gianluca Crisafi in Cold Case - Delitti irrisolti
- Paolo De Santis in iCarly
- Alessandro Quarta in Castle
- Simone Mori in I'm in the Band
- Stefano Benassi in NCIS - Unità anticrimine
- Gianluca Machelli in Hawaii Five-0
- Daniele Blandino in Santa Clarita Diet